# Danville (Illinois)
Danville je grad u američkoj saveznoj državi Ilinois. Prema popisu stanovništva iz 2010. u njemu je živjelo 33.027 stanovnika.